# 점박이: 한반도의 공룡
《점박이: 한반도의 공룡》은 2012년 1월 26일에 개봉한 대한민국의 3D 애니메이션 영화이다. 미국과 독일, 인도 등 세계 33개국에서 선판매되었다. 이전 2008년에 방영된 다큐멘터리 한반도의 공룡의 주인공 '점박이'를 소재로 하였다.
개봉 첫 주 36만 관람객이 관람한 한국 애니메이션 최고 흥행작인 마당을 나온 암탉의 기록을 개봉 1주일만에 전국 36만 6523명이라는 숫자로 깼다.
그리고 < 점박이 : 한반도의 공룡 3D >는 한국 3D 애니메이션 사상 첫 110만 관객을 돌파하며, 한국 3D 애니메이션의 새로운 역사를 썼다. 중간중간 잔인한 장면이 나온다

## 등장 공룡 및 동물
- 타르보사우루스
- 티라노사우루스
- 친타오사우루스
- 카로노사우루스
- 벨로키랍토르
- 미크로랍토르
- 테리지노사우루스
- 프로토케라톱스
- 토로사우루스
- 안킬로사우루스
- 부경고사우루스
- 힙실로포돈
- 파키케팔로사우루스
- 해남이크누스
- 네미콜로프테루스
- 레페노마무스
- 틸로사우루스

## 오류
- 일부 공룡들의 생존 시기 및 서식지를 거스르고 있다.
- 타르보사우루스와 티라노사우루스의 머리굵기가 똑같다. 실제 타르보사우루스의 머리 폭은 전체적으로 티라노사우루스에 비해 훨씬 얇았다.
- 티라노사우루스에게 덧니가 있다. 실제 공룡에게서는 덧니가 관찰된 기록이 없다.
- 미크로랍토르의 앞다리 날개깃 범위가 손목까지로 잘못 복원되어 있다. 미크로랍토르를 비롯한 모든 비행이 가능한 공룡과 조류들의 날개깃은 두 번째 앞발가락까지 덮여있다.
- 하드로사우루스류의 앞발가락이 3개로 나오지만 실제로는 4개였다.
- 타르보사우루스 새끼의 머리가 지나치게 둥글고 두껍다. 실제 티라노사우루스류의 새끼 머리모양은 극중에 나온것보다 더 가늘고 길었다. 특히 극중에 나온 타르보사우루스 새끼의 두상은 실제 새끼 타르보사우루스 화석에서 보이는 두상과 현저한 차이를 보인다.
- 새끼 타르보사우루스에게 깃털이 없다. 아직 논란이 있긴 하지만 일반적으로 티라노사우루스류의 새끼는 깃털이 존재했을 것으로 보인다.
- 타르보사우루스와 티라노사우루스의 피부가 악어처럼 복원되어 있지만 실제 화석화된 티란노사우루스류의 피부에는 악어와 같은 골판이 존재하지 않았다.
- 테리지노사우루스의 경우 앞발톱이 지나치게 곡선을 그리고 머리가 지나치게 크게 나온다(목 길이의 거의 절반 정도 길이). 그리고 부리가 없고 앞니를 지니며 깃털이 없다. 실제로는 직선형에 가까운 앞발톱과 작은 머리를 지녔으며 앞니가 없고 대신 부리가 있었다(가장 원시적인 테리지노사우루스류인 팔카리우스의 경우는 적어도 아래턱에는 앞니가 존재했다.). 또한 몸이 깃털로 덮여있었을 것이다. 게다가 눈 뒤까지 이빨이 들어차 있는데 실제 공룡의 치아는 눈 뒤까지 배열되어 있지 않다.
- 벨로키랍토르는 전작보다 그나마 실제 모습에 가깝게 나왔지만 여전히 깃털이 상당히 부족하며 칼깃형 깃털도 없다.
- 여전히 전반적으로 공룡들의 신체구조가 불균형적이며 어깨관절이 인간의 어깨관절 모양으로 잘못 복원되어 있다.
- 전 작품과 마찬가지로 수각류의 손바닥이 몸을 향하며 손가락 길이도 다 같은 모습으로 나오지만 실제로는 조류와 마찬가지로 박수치듯 마주보는 형태에 엄지손가락이 가장 짧았다. 다만 티라노사우루스의 경우는 손가락 길이가 어느정도 정확하게 나오긴 했다.
- 안킬로사우루스의 부리에는 이빨이 없는데 극중에서는 안킬로사우루스가 부리에 이빨을 지니는 것으로 나온다. 실제 안킬로사우루스는 입 뒤쪽에 있는 어금니만 있다.
- 레페노마무스가 지나치게 왜소하게 복원되었다.
- 전 작품과 마찬가지로 해남이크누스가 익룡 자체의 학명으로 잘못 소개되어 있으며 발 모양 역시 사람의 손과 똑같이 엄지발가락이 가장 짧은 형태로 나온다. 실제 익룡의 발가락은 5번째 발가락이 잘 발달된 람포링쿠스류를 제외하면 새끼발가락이 가장 짧았다.
- 부경고사우루스는 여전히 목을 수직으로 들어올리고 있다. 실제 용각류는 목을 수직으로 들지 못했다(상체가 어느정도 높은 자세인 브라키오사우루스류나 일부 티타노사우루스류 제외).
- 틸로사우루스가 30m로 부풀려져서 나오지만 실제로는 15m 정도였다. 또한 극중에서는 머리가 지나치게 크게 나오며 꼬리 모양이 뱀과 같은 모습이다. 실제로는 비교적 작은 머리를 지녔으며 어룡과 비슷한 지느러미 모양의 꼬리를 지녔을 것이다. 그리고 거의 마지막에 티라노사우루스를 잡아먹는 장면이 나오지만 실제로는 오늘날의 대부분의 해양 상위 포식자들처럼 거의 해양생물 위주의 식사를 했을 것이다(범고래의 경우는 강을 거슬러 올라가 사슴을 덮쳤다는 기록이 있지만 이건 어디까지나 극소수의 예외다.).
- 테리지노사우루스가 소화를 위해 위석을 삼키는 묘사가 있지만 테리지노사우루스류를 포함한 발달된 어금니가 있는 공룡은 소화를 위해 위석을 삼키지 않았다.(어금니가 있는 공룡인 프시타코사우루스에게서 위석으로 추정되는 돌이 소화관 내에 있는 화석이 발견되었지만 아직 그 역할에 대해서는 결론이 확실하게 나지 않은 상태이다.)
- 틸로사우루스를 장경룡으로 묘사했지만 틸로사우루스를 포함한 모사사우루스류는 장경룡이 아니라 도마뱀의 일종으로 오늘날의 뱀이나 왕도마뱀과 가깝다.
- 테리지노사우루스가 티라노사우루스를 공격할 때 앞다리를 작살처럼 사용해 찌르는 묘사와 나무에 발톱이 박히는 묘사가 나오지만 실제 수각류의 앞다리는 조류의 앞다리와 비슷하게 상하 방향의 움직임이 강했을 것으로 보인다. 다시 말해 영화에서처럼 앞뒤로 강하게 움직이는 동작은 상당히 약했을 것으로 보인다. 또한 테리지노사우루스류의 발톱은 작살처럼 찌르기에 적합한 구조가 아니다. 오히려 식물을 끌어당기거나 휘둘러 위협하는데 쓰였을 가능성이 크다.
- 타르보사우루스의 둥지가 오늘날의 전형적인 새둥지처럼 나오지만 실제 티라노사우루스류를 포함한 대형 수각류의 둥지는 이런 모습이 아니라 악어 둥지와 비슷했을 것으로 보인다. 체중을 고려하자면 알을 품기 힘들었을 것으로 보이기 때문이다. 다만 기간토랍토르는 둥지의 알 배열로 보아 포란이 가능했었을 수 있다.
- 테리지노사우루스의 첫 번째 뒷발가락이 뒤를 향하고 있다. 실제 비 조류 수각류의 첫 번째 앞발가락은 오늘날의 조류와는 달리 앞을 향한다.
- 벨로키랍토르의 첫 번째 앞발가락이 불분명하다.
- 공식 홈페이지의 설명에서 카로노사우루스를 카르노사우루스로, 네미콜로프테루스를 네미콜로프테우스로 잘못 표기하였다. 또한 레페노마무스를 '너구리 사촌'이라고 소개했지만 레페노마무스는 태반 포유류와는 아강 수준에서 다른 전혀 다른 분류군에 속한다.
- 익룡의 어깨에서 손목까지 뻗어있는 비막이 없다.

## 같이 보기
- 점박이 한반도의 공룡2: 새로운 낙원